# بری جکسون
بری جکسون (انگلیسی: Barry Jackson؛ ۲۹ مارس ۱۹۳۸ – ۵ دسامبر ۲۰۱۳) هنرپیشه اهل بریتانیا بود. وی بین سال‌های ۱۹۵۶ تا ۲۰۱۳ میلادی فعالیت می‌کرد.
از فیلم‌ها یا برنامه‌های تلویزیونی که وی در آن نقش داشته است، می‌توان به آدمکشان میدسامر، بدبیاری و ساعت برنارد اشاره کرد.